# Brazília vasúti közlekedése
Brazília vasúthálózatának hossza 28 857 km, amelyből 22 954 km 1000 mm nyomtávú. 1600 mm-es nyomtávú vonalakból 5709 km található az országban. Nemzeti vasúttársasága a Rede Ferroviária Federal, Sociedade Anônima.

## Nagysebességű vasút
A Brazil Közlekedési Minisztérium tender felhívást tett közzé 2009 júniusában, az ország első nagysebességű vasútvonalának építésére, üzemeltetésére. A vonal a  francia TGV technológia alapján fog kiépülni.
Az új vasútvonal 518 km hosszú, Rio de Janeiro - Sao Paulo - Campinas városok között húzódik. A pályázatkiírást megelőzően társadalmi konzultációkat tartottak. A pályázók több változatot készítettek a kormány által javasolt útvonalra. A kormány privát építőt és üzemeltetőt látna szívesen, annak ellenére, hogy a szükséges befektetési összeget szövetségi forrásból biztosítják. A projekt költségét a Világbank és az Amerikai Fejlesztési Bank elemzi, értékeli.

## Érdekességek
- Brazíliában közlekednek a világ legnehezebb, vasércszállító tehervonatai 1000 mm-es nyomtávon.
- Brazíliában van az egész amerikai kontinens legkeletibb vasúti állomása: Recife elővárosi forgalmát lebonyolító metróhálózat Manobrade Tues nevű végállomása és a hozzá kapcsolódó vasúti múzeum.

## Vasúti kapcsolata más országokkal
- Bolívia  - van, 1000 mm-es nyomtáv
- Paraguay - nincs
- Uruguay - van, eltérő nyomtáv
- Argentína - van, eltérő nyomtáv (1000 mm / 1435 mm)
- Peru - nincs
- Kolombia - nincs
- Venezuela - nincs
- Guyana - nincs
- Suriname - nincs
- Francia Guyana - nincs